# 신정섭 (농구 선수)
신정섭(1987년 5월 18일 ~ )은 대한민국의 前 농구 선수이다.